# Pietro Studiati Berni
Pietro Studiati Berni (Pisa, 26 marzo 1876 – Pisa, 1962) è stato un architetto e ingegnere italiano.

## Biografia
Pietro Studiati Berni, nato a Pisa il 26 marzo 1876 da Cesare Studiati, professore di fisiologia, e da Giuseppina dei conti Agostini della Seta, di nobile e antica famiglia, frequentò il biennio universitario di ingegneria a Pisa, per poi completare gli studi presso il Politecnico di Torino, dal 1895 al 1898. Rientrato a Pisa, conobbe l'architetto Crescentino Caselli di Torino, che si era trasferito in Toscana per realizzare alcuni edifici per l'ateneo pisano, e ne sposava la figlia Maria.
L'attività più intensa da progettista si concentra tra il 1900 e il 1926, alla quale affiancò altra attività, probabilmente di consulente, per società come l'Autogarage Etruria di Firenze, le Officine Meccaniche Toscane e la Frigorifera Toscana di Pisa. Nella sua opera architettonica, Studiati ebbe occasione di affrontare la progettazione di varie tipologie edilizie, avvalendosi in alcuni casi della collaborazione dell'architetto Ugo Vaglini: cappelle funerarie, padiglioni ospedalieri, villini unifamiliari, condomini (i due condomini di via Stampace e di via Risorgimento a Pisa, 1923-1926), edifici scolastici, banche e istituti assistenziali. Parte considerevole della sua progettazione riguardò edifici a destinazione pubblica, caratterizzati pertanto più dalla ricerca della funzionalità che non da questioni estetiche o decorative: come l'Istituto per l'infanzia abbandonata a Marina di Pisa, il tubercolosario Vittorio Emanuele III a Cisanello (1907-1914), il Conservatorio dei poveri orfani, l'ospizio di mendicità realizzato in tre fasi (1903-1925). Tra le opere pubbliche che richiesero al progettista un maggiore impegno si ricorda la sede centrale della Cassa di risparmio di Pisa (1911-1921), in piazza Dante, eretta presso il Collegio Ricci. Nell'ambito della edilizia privata si riscontra una più marcata influenza di elementi liberty sia nelle soluzioni volumetriche che negli apparati decorativi, come i villini a Marina di Pisa, il villino Lansel a Livorno, e la casa Pardo Roques a Pisa.
Ma l'anno 1922 rappresentò nella vita di Studiati una svolta che lo portò ad abbandonare progressivamente l'attività di progettista e a ritirarsi in campagna. Qui si dedicò con entusiasmo e competenza a opere di ingegneria idraulica, già sperimentate con la realizzazione dell'impianto di irrigazione nella tenuta Salviati a Migliarino, nel 1905, il riordino del fiume Aldio nel comune di Calci, nel 1912. In particolare si dedicò alla bonifica privata dei terreni nella sua tenuta situata presso il lago di Massaciuccoli: si trattava di un'area caratterizzata da un'ampia zona lacustre e palustre intermedia tra la zona sabbiosa vicino al mare e il monte pisano. Nel 1918 la società SUCI (Società di Utilizzazione Combustibili Italiani) chiese di "estorbare" una porzione di padule e di prosciugare e utilizzare un'altra area a uno dei principali proprietari della zona, il duca Salviati il quale accettava in cambio della bonifica della zona residua: nasceva così la bonifica privata di Vecchiano che venne frazionata tra i vari proprietari tra cui Pietro Studiati. Al fine di disciplinare queste iniziative private fu nominato nel 1931 dal ministero dei lavori pubblici un commissario straordinario, Bernardino Pedrocchi; fu quindi elaborato il progetto generale, nel 1932 venne approvato il primo lotto che riguardava la zona della Casa Rossa e dei terreni situati tra essa e il lago, cui fecero seguito altri cinque lotti con l'esecuzione di vari impianti idrovori e opere complementari tra cui tre importanti strade.
Questo profondo mutamento negli interessi personali ed economici di Studiati, fin dal 1928 socio dell'Accademia dei Georgofili, trova un segno preciso anche nell'archivio da lui lasciato, dove per il periodo successivo al 1920 appaiono preponderanti i dossier relativi alle bonifiche, ai rapporti con vari consorzi idraulici, alla gestione della sua azienda (azienda agraria detta "Bonifica della Casarossa") - alcune centinaia di registri attestano la gestione amministrativa dell'azienda agricola e di altri terreni in provincia di Pisa fin dal Settecento - nonché la documentazione a stampa, orientata decisamente sulle pubblicazioni di carattere agricolo e agrario in generale.

## Opere

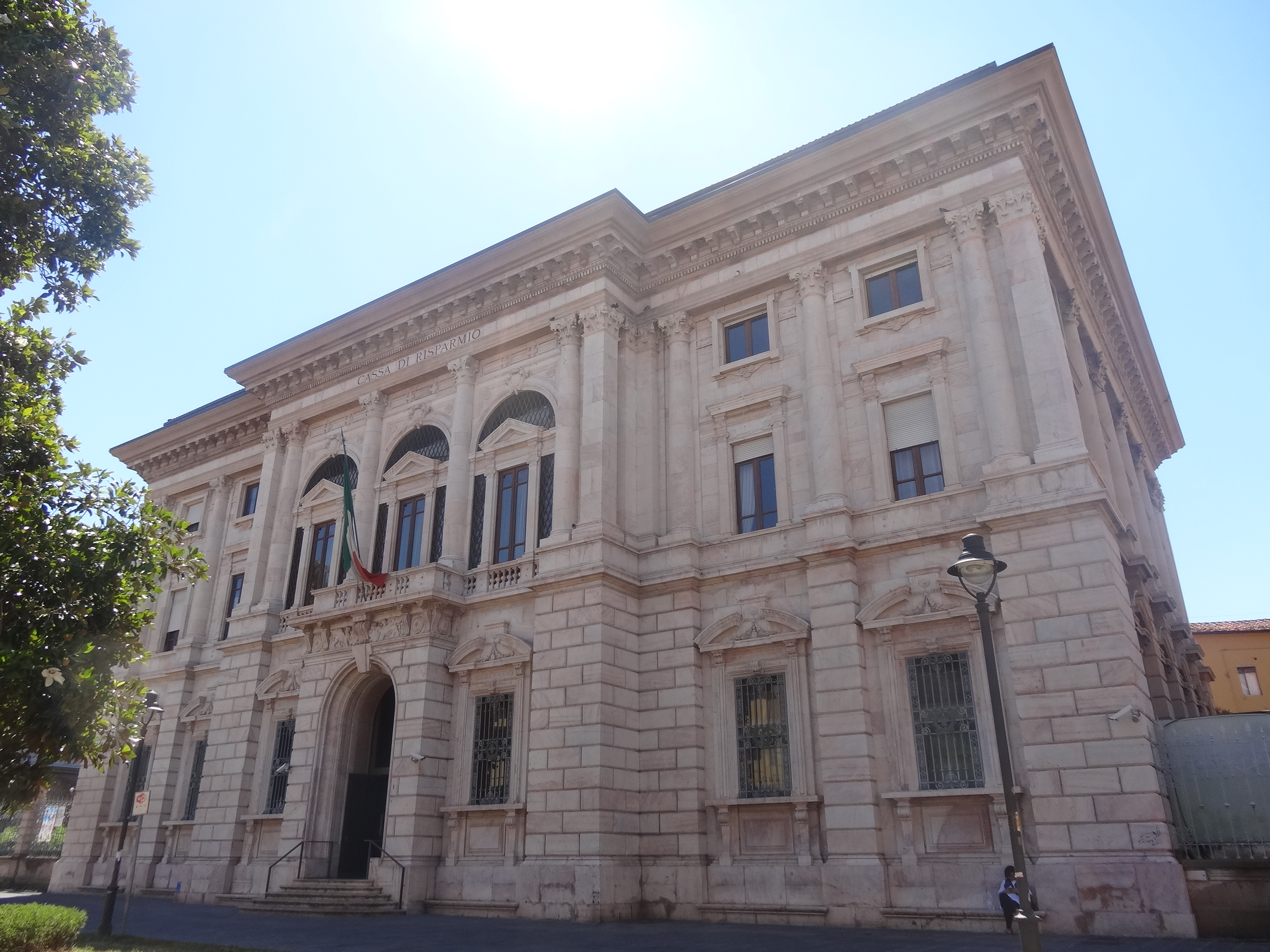
Il palazzo della Cassa di Risparmio di Pisa (1911-1921)

Di seguito è riportato un elenco parziale dei principali progetti di Studiati Berni.
- Cappella Schiavini Cassi, cimitero di Lorenzana (1899-1900)
- Istituto dell'Immacolata, Livorno (1900-1902, distrutto), ampliamento
- Ospizio di mendicità, Pisa (1902-1903), ampliamento
- Villa Schiavini Cassi, Buti (1903-1904), restauro
- Conservatorio dei Poveri Orfani, Pisa (1903-1905)
- Villini, Marina di Pisa (1904-1907)
- Ospedale Felice Lotti, Pontedera (1905)
- Villa Lansel, Livorno (1905-1908, distrutta)
- Villa Puccini, Torre del Lago (1906-1907), progetto di caminetto e arredi
- Pista per le corse al trotto, Pisa (1906-1908)
- Villino Franco, Casciavola (1906)
- Casa Monselles, Pisa (1907-1908), restauro
- Istituto Nissim per l'infanzia abbandonata, Marina di Pisa (1907)
- Cappella Dal Borgo e restauro della villa di Pugnano (1907)
- Tubercolosario di Cisanello, Pisa (1907-1912)
- Casa Pardo Roques, Pisa (1909)
- Ospizio di mendicità, Pisa (1911)
- Edificio Puntoni, Campo (1909)
- Sede della Cassa di Risparmio di Pisa (1911-1921)
- Cliniche oftalmica, ostetrica, dermosifilopatica, Pisa (1912)
- Scuole elementari a Lorenzana, Orciano Pisano, Pomaia e Santa Luce (1912)
- Cinema Lumière, Pisa (1913)
- Ponte sul Serchio, Ripafratta (1914)
- Villino Tabet, Pisa (1916-1921)
- Ospedale Umberto e Margherita, Viareggio (1918)
- Condomini per abitazione civile, Pisa